# 8763 Pugnax
8763 Pugnax este un asteroid din centura principală de asteroizi.

## Descriere
8763 Pugnax este un asteroid din centura principală de asteroizi. A fost descoperit pe 26 martie 1971 la Observatorul Palomar de Cornelis Johannes van Houten, Ingrid van Houten-Groeneveld și Tom Gehrels. Asteroidul prezintă o orbită caracterizată de o semiaxă mare de 2,72 ua, o excentricitate de 0,02 și o înclinație de 2,0° în raport cu ecliptica.